# 1975年のスポーツ
- 年度別スポーツ記事一覧

1975年のスポーツでは、1975年（昭和50年）のスポーツ関連の出来事についてまとめる。
1975年前後：1974年のスポーツ - 1975年のスポーツ - 1976年のスポーツ

## できごと
- 3月20日 - 第1回ヨーロッパ・スポーツ関係閣僚会議が開催され、「ヨーロッパみんなのスポーツ憲章」が採択される
- 3月22日 - 湯木博恵、全英バドミントン選手権でシングルス2連覇
- 3月23日 - 大相撲の大関貴ノ花初優勝、史上初の兄弟優勝
- 5月16日 - 田部井淳子、女性として初めてエベレスト登頂に成功
- 5月25日 - 日ソ対抗バレー最終戦。男子はソ連が4戦全勝、女子は日本が4戦全勝
- 6月7日 - 水球とカヌーを合わせた新競技「カヌーポロ」誕生
- 7月5日 - 沢松和子、ウィンブルドン選手権でアン・キヨムラと組み、日本女子として初優勝
- 9月1日 - 国際ラグビー連盟、ヤード制からメートル制を採用
- 9月5日 - マルチナ・ナブラチロワがチェコスロバキアからアメリカに亡命
- 10月9日 - 第1回軟式庭球世界選手権開幕
- 10月12日 - アレクシス・アルゲリョがロイヤル小林を5RKOでやぶった[1]。
- 10月15日 - 広島東洋カープが初のリーグ優勝

## 総合競技大会
- 第8回世界ろう者冬季競技大会（アメリカ・レークプラシッド・2月11日～16日）
- 第8回冬季ユニバーシアード（イタリア・リビーノ・4月6日～13日）
- 第1回極東・南太平洋障害者スポーツ大会（大分、別府・6月1日～3日）
- 第4回スペシャルオリンピックス夏季世界大会（アメリカ・マウント・プレザント・8月7日～11日）
- 第8回夏季ユニバーシアード（イタリア・ローマ・9月17日～21日）
- 第30回三重国体（冬季スケート – 山梨県・2月5日～8日、冬季スキー – 北海道・2月16日～19日、夏季 - 三重県・9月14日～17日、秋季 – 三重県・10月26日～31日）
天皇杯順位:優勝 三重県
皇后杯順位:優勝 三重県

## アイスホッケー
- スタンレーカップ決勝（1974-1975シーズン）
フィラデルフィア・フライヤーズ （4勝2敗） バッファロー・セイバーズ

## アメリカンフットボール
- 第9回スーパーボウル（1月12日）
ピッツバーグ・スティーラーズ (AFC) 16-6 ミネソタ・バイキングズ (NFC)

## 競馬
- カブラヤオーが逃げ切り勝ちで、皐月賞・日本ダービーの二冠を達成した。

## ゴルフ

### 男子メジャー大会
- マスターズ優勝者：ジャック・ニクラス（アメリカ）
- 全米オープン優勝者：ルー・グラハム（アメリカ）
- 全英オープン優勝者：トム・ワトソン（アメリカ）
- 全米プロゴルフ優勝者：ジャック・ニクラス（アメリカ）

### 女子メジャー大会
- 全米女子プロゴルフ優勝者：キャシー・ウィットワース（アメリカ）
- 全米女子オープン優勝者：サンドラ・パーマー（アメリカ）

### 日本
- 賞金王（男子）：村上隆
- 賞金女王：樋口久子

## サッカー
- 第54回天皇杯全日本サッカー選手権大会決勝
ヤンマーディーゼル 2-1 永大産業
- 日本サッカーリーグ
1部優勝:ヤンマーディーゼル
2部優勝:田辺製薬

## 自転車競技

### ロードレース
- 第58回ジロ・デ・イタリア
総合優勝：ファウスト・ベルトリオ（イタリア）
- 第62回ツール・ド・フランス
総合優勝：ベルナール・テブネ（フランス）
- 第30回ブエルタ・ア・エスパーニャ
総合優勝：アウグスティン・タマメス（スペイン）

## テニス

### グランドスラム
- 全豪オープン　男子単優勝：ジョン・ニューカム（オーストラリア）、女子単優勝：イボンヌ・グーラゴング（オーストラリア）
- 全仏オープン　男子単優勝：ビョルン・ボルグ（スウェーデン）、女子単優勝：クリス・エバート（アメリカ）
- ウィンブルドン　男子単優勝：アーサー・アッシュ（アメリカ）、女子単優勝：ビリー・ジーン・キング（アメリカ）
- 全米オープン　男子単優勝：マニュエル・オランテス（スペイン）、女子単優勝：クリス・エバート（アメリカ）

## バスケットボール
- NBAファイナル（1974-1975シーズン）
ゴールデンステート・ウォリアーズ（西） （4戦全勝） ワシントン・バレッツ（東）

## ボクシング
- アレクシス・アルゲリョがロイヤル小林に5RKOで勝利した。

## ラグビー
- 第12回日本ラグビーフットボール選手権大会決勝
近畿日本鉄道 33-13 早稲田大学

## 陸上競技
- 第51回東京箱根間往復大学駅伝競走（1月2日～3日）
総合優勝：大東文化大学 11時間26分10秒
往路優勝：大東文化大学 5時間44分36秒
復路優勝：大東文化大学 5時間41分34秒

## 誕生
- 1月7日 - ベット（ジョベルト・アラウジョ・マルチンス）（ブラジル、サッカー）
- 1月15日 - マリー・ピエルス（フランス、テニス）
- 1月16日 - 山郷のぞみ（埼玉県、サッカー）
- 1月19日 - フェルナンド・セギノール（パナマ、野球）
- 1月21日 - ケーシー・フィッツランドルフ（アメリカ、スピードスケート）
- 1月21日 - 井出有治（埼玉県、レーシングドライバー）
- 1月28日 - ティム・モンゴメリ（アメリカ、陸上競技）
- 2月4日 - シギー・グラブナー（オーストリア、スノーボード）
- 2月10日 - 黒田博樹（大阪府、野球）
- 2月12日 - レグラ・トレス（キューバ、バレーボール）
- 2月14日 - 手島慶介（群馬県、競輪、+2009年）
- 2月22日 - 西山哲平（千葉県、サッカー）
- 3月7日 - 菊地原毅（神奈川県、野球）
- 3月9日 - フアン・セバスティアン・ベロン（アルゼンチン、サッカー）
- 3月23日 - 辻栄蔵（広島県、競艇）
- 3月24日 - トーマス・ヨハンソン（スウェーデン、テニス）
- 3月29日 - ヤン・ボス（オランダ、スピードスケート）
- 4月2日 - 高橋尚成（東京都、野球）
- 4月3日 - 高橋由伸（千葉県、野球）
- 4月3日 - 上原浩治（大阪府、野球）
- 4月5日 - 渡辺薫彦（滋賀県、競馬）
- 4月7日 - 小野晋吾（静岡県、野球）
- 4月9日 - ロビー・ファウラー（イングランド、サッカー）
- 4月19日 - 吉田豊（茨城県、競馬）
- 4月20日 - 田南部力（北海道、レスリング）
- 4月21日 - ダニオン・ローダー（ニュージーランド、水泳）
- 4月21日 - 平井正史（愛媛県、野球）
- 4月22日 - カルロス・サストレ（スペイン、自転車競技）
- 4月27日 - 船木和喜（北海道、スキージャンプ）
- 5月1日 - マルク・ヴィヴィアン・フォエ（カメルーン、サッカー、+2003年）
- 5月2日 - デビッド・ベッカム（イングランド、サッカー）
- 5月5日 - メブ・ケフレジギ（エチオピア→アメリカ、マラソン）
- 5月8日 - 宇野薫（神奈川県、格闘家）
- 5月10日 - エリオ・カストロネベス（ブラジル、レーシングドライバー）
- 5月12日 - 井端弘和（神奈川県、野球）
- 5月12日 - ジョナ・ロムー（ニュージーランド、ラグビー、+2015年）
- 5月15日 - レイ・ルイス（アメリカ、アメリカンフットボール）
- 5月31日 - マック鈴木（兵庫県、野球）
- 5月31日 - トニ・ニエミネン（フィンランド、スキージャンプ）
- 6月7日 - アレン・アイバーソン（アメリカ、バスケットボール）
- 6月17日 - 城彰二（北海道、サッカー）
- 6月22日 - 川上憲伸（徳島県、野球）
- 6月30日 - ラルフ・シューマッハ（ドイツ、レーシングドライバー）
- 7月5日 - 杉山愛（神奈川県、テニス）
- 7月5日 - エルナン・クレスポ（アルゼンチン、サッカー）
- 7月14日 - ティム・ハドソン（アメリカ、野球）
- 7月16日 - 小崎まり（大阪府、マラソン）
- 7月17日 - エフゲーニャ・アルタモノワ（ロシア、バレーボール）
- 7月18日 - トリー・ハンター（アメリカ、野球）
- 7月20日 - レイ・アレン（アメリカ、バスケットボール）
- 7月22日 - 藤本祐介（京都府、キックボクシング）
- 7月23日 - アレッシオ・タッキナルディ（イタリア、サッカー）
- 7月25日 - 寺尾悟（愛知県、ショートトラック）
- 7月25日 - イザベル・ブラン（フランス、スノーボード）
- 7月27日 - アレックス・ロドリゲス（アメリカ、野球）
- 7月28日 - 畑山隆則（青森県、ボクシング）
- 7月29日 - 秋山成勲（大阪府、格闘家）
- 8月2日 - 酒井直樹（千葉県、サッカー）
- 8月7日 - エドガー・レンテリア（コロンビア、野球）
- 8月8日 - 田中誠（静岡県、サッカー）
- 8月10日 - イルハン・マンシズ（トルコ、サッカー）
- 8月11日 - 千葉すず（宮城県、水泳）
- 8月15日 - 川口能活（静岡県、サッカー）
- 8月22日 - 春日錦孝嘉（千葉県、相撲）
- 8月24日 - 桜井速人（茨城県、格闘家）
- 8月24日 - 楊揚（中国、ショートトラック）
- 8月25日 - ペトリア・トーマス（オーストラリア、水泳）
- 9月6日 - 谷亮子（福岡県、柔道）
- 9月6日 - デレク・リー（アメリカ、野球）
- 9月7日 - 阿部典史（東京都、オートバイレーサー、+2007年）
- 9月10日 - 山田暢久（静岡県、サッカー）
- 9月19日 - 朝日健太郎（熊本県、バレーボール・ビーチバレー）
- 9月20日 - ファン・パブロ・モントーヤ（コロンビア、レーシングドライバー）
- 9月28日 - レニー・クレーゼルバーグ（アメリカ、水泳）
- 9月30日 - 五十嵐冬樹（北海道、競馬）
- 10月7日 - 森岡隆三（神奈川県、サッカー）
- 10月7日 - 岩渕聡（神奈川県、テニス）
- 10月11日 - 太田真一（埼玉県、競輪）
- 10月12日 - マリオン・ジョーンズ（アメリカ、陸上競技）
- 10月16日 - 小菅麻里（東京都、体操）
- 10月23日 - 松井稼頭央（大阪府、野球）
- 10月24日 - 魁道康弘（東京都、相撲）
- 10月24日 - 原田幸哉（三重県、競艇）
- 11月2日 - 津曲勝利（宮崎県、バレーボール）
- 11月2日 - 魚谷智之（兵庫県、競艇）
- 11月8日 - 金子誠（千葉県、野球）
- 11月10日 - 十文字貴信（千葉県、競輪）
- 11月11日 - 大畑大介（大阪府、ラグビー）
- 11月15日 - 大南博美・大南敬美（福井県、マラソン）
- 11月18日 - 東尾理子（福岡県、ゴルフ）
- 11月24日 - 清水直行（京都府、野球）
- 11月28日 - 下田崇（広島県、サッカー）
- 12月5日 - 関口太郎（東京都、オートバイレーサー）
- 12月11日 - 箕内拓郎（福岡県、ラグビー）
- 12月14日 - 福浦和也（千葉県、野球）
- 12月17日 - 福地寿樹（佐賀県、野球）
- 12月25日 - 岡島秀樹（京都府、野球）
- 12月25日 - 崔成勇（韓国、サッカー）
- 12月26日 - 建山義紀（大阪府、野球）
- 12月26日 - マルセロ・リオス（チリ、テニス）
- 12月30日 - タイガー・ウッズ（アメリカ、ゴルフ）
- 12月31日 - 平尾博嗣（埼玉県、野球）

## 死去
- 3月8日 - 遊佐正憲（香川県、水泳、*1915年）
- 3月9日 - ジョゼフ・ギュイモー（フランス、陸上競技、*1899年）
- 3月21日 - ジョー・メドウィック（アメリカ、野球、*1911年）
- 3月28日 - 佐賀ノ花勝巳（佐賀県、相撲、*1917年）
- 3月29日 - トーマス・グリーン（イギリス、陸上競技、*1894年）
- 4月12日 - アルフ・アンデルセン（ノルウェー、スキージャンプ、*1906年）
- 5月8日 - アベリー・ブランデージ（アメリカ、IOC会長、*1887年）
- 5月22日 - レフティ・グローブ（アメリカ、野球、*1900年）
- 9月29日 - ケーシー・ステンゲル（アメリカ、野球、*1890年）
- 10月4日 - メイ・サットン（アメリカ、テニス、*1886年）
- 10月21日 - チャールズ・レイドパス（アメリカ、陸上競技、*1889年）
- 11月29日 - グラハム・ヒル（イギリス、レーシングドライバー、*1929年）